# Hipervitaminosi
La hipervitaminosi  és l'excessiva acumulació d'una vitamina, el contrari de l'avitaminosi (manca de vitamina) en l'organisme, que pot portar a diferents trastorns que depèn de les vitamina es tracti:
- Hipervitaminosi A: Pot presentar símptomes semblants als d'un tumor cerebral, cefalea, vòmits, dolor en els ossos, visió borrosa.
- Hipervitaminosi D: Els seus símptomes són similars als d'una presència excessiva de calci; debilitat, cansament, cefalees i nàusees.

Normalment els tractaments per a la hipervitaminosi en la majoria dels casos consisteixen a abandonar el consum de la vitamina.
A més cal assenyalar que provocar una hipervitaminosi amb aliments en forma natural és molt difícil. Mentre que quan passa per ingestió de complements sintètics o de farmacèutics les hipervitaminosi poden resultar més greus.
S'esmenta que l'ús de la vitamina E sintètica pot produir trastorns hepàtics importants. Per això no hem de prendre o administrar vitamines sense la supervisió mèdica o d'un nutricionista, i en el cas dels animals sense l'assessorament d'un veterinari.